# Phường 15, Quận 10
Phường 15 là một phường thuộc Quận 10, Thành phố Hồ Chí Minh, Việt Nam.
Phường 15 có diện tích 0,78 km², dân số năm 2021 là 24.624 người,  mật độ dân số đạt 31.569 người/km².